# TP-2.com
TP-2.com ("Twelve Play-2") é o quarto álbum de estúdio do cantor de R&B R. Kelly.
Lançado como a "sequência" de 12 Play, o álbum tem canções festivas, baladas com temas sobre relações e uma canção influenciada por gospel, mas ainda tem sensualidade típica de Kelly com canções incluindo The Greatest Sex e Strip for You. O álbum foi mais notado por dois hits #1 na parada de R&B: a canção tributo I Wish, e o remix do hino das festas, Fiesta, com Jay-Z. O último acabou inspirando os dois a criarem um projeto colaborativo chamado The Best of Both Worlds. Outro single notável foi Feelin' on Your Booty. O álbum foi certificado como platina quádrupla desde então. O álbum foi o segundo de Kelly a chegar a #1 na Billboard 200 e quarto a chegar ao topo da R&B/Hip-Hop Albums.
O título do website, tp-2.com, foi tirado de serviço em 2001.
A revista Billboard 200 nomeou TP-2.com como o número 94 na lista dos 200 álbuns mais vendidos da década.

## Faixas
Todas as canções compostas por R. Kelly.
1. "TP-2" (2:18)
2. "Strip for You" (4:09)
3. "R&B Thug"
4. "The Greatest Sex"
5. "I Don't Mean It"
6. "Just Like That"
7. "Like a Real Freak" (feat. General)
8. "Fiesta" (feat. Boo & Gotti)
9. "Don't You Say No"
10. "The Real R. Kelly (Interlude)"
11. "One Me"
12. "I Wish"
13. "A Woman's Threat"
14. "I Decided"
15. "I Mean (I Don't Mean It)"
16. "I Wish - Remix (To the Homies That We Lost)" (feat. Boo & Gotti)
17. "All I Really Want"
18. "Feelin' On Your Booty"
19. "The Storm is Over Now"

## Posições nas paradas
| Ano  | Parada            | Posição |
| ---- | ----------------- | ------- |
| 2000 | The Billboard 200 | 1       |